# Ahad
Ahad (Arabisch: أحد ’Aḥad) is een Arabisch woord dat letterlijk één betekent, het Arabische telwoord. De wortel is bekend in het gehele semitisch taalgebied.
Bovendien heeft het in religieuze context betrekking op de enige. Binnen de islam wordt het gezien als een van de 99 Schone Namen van God, omdat God als de Ene wordt gezien.
De wortel van het woord is ook terug te vinden in tawhied, dat gebruikt wordt om de 'eenheid van God' en het monotheïsme mee aan te duiden. God is daarmee één: volkomen ondeelbaar, volledig uniek en volstrekt ondefinieerbaar. De wortel komt ook terug in ahaad. Dit woord wordt gebruikt voor een Hadith die bij een van de verschillende schakels slechts één overleveraar heeft.
Het telwoord congrueert in het Arabisch (en algemener in het semitisch) met het geslacht van het nomen/zelfstandig naamwoord dat wordt geteld, zodat naast de mannelijke vorm أحد ook de vrouwelijke vorm أحدة ’Aḥda voorkomt. Daarnaast komt het woord zoals gezegd ook voor in andere Semitische talen, zoals in het Aramees en in het Hebreeuws (אחד ’Eḥad (mannelijk) resp. אחת ’Aḥat (vrouwelijk)).